# Paphiopedilum fowliei
Paphiopedilum fowliei är en orkidéart som beskrevs av Birk. Paphiopedilum fowliei ingår i släktet Paphiopedilum och familjen orkidéer. IUCN kategoriserar arten globalt som akut hotad. Inga underarter finns listade i Catalogue of Life.